# Olimpiada Internațională de Matematică din 1960
Olimpiada Internațională de Matematică din 1960 a fost a doua ediție a OIM și a avut loc la Sinaia, în România.

## Clasamentul pe țări
| Loc | Țară         | Punctaj    |
| --- | ------------ | ---------- |
| 1   | Cehoslovacia | 257 puncte |
| 2=  | România      | 248 puncte |
| 2=  | Ungaria      | 248 puncte |
| 4   | Bulgaria     | 175 puncte |
| 5   | RDG          | 38 puncte  |